# Gordon Danby
Gordon Thompson Danby (8 novembre 1929 - 2 août 2016) est un physicien canado-américain connu (avec James R. Powell) pour ses travaux sur le Maglev supraconducteur, pour lequel il partage la médaille Franklin ,, en 2000.

## Biographie
Danby est né à Richmond, en Ontario (qui fait maintenant partie d'Ottawa) et étudie à l'Université Carleton en mathématiques et en physique avant d'aller à l'Université McGill à Montréal, où il obtient un doctorat en 1956. Il commence à travailler au Laboratoire national de Brookhaven à Long Island, New York l'année suivante et y reste jusqu'en 1999. Danby est responsable de la conception de l'anneau de stockage magnétique initialement utilisé pour E821 à BNL, qui est ensuite transféré au Fermilab pour l'expérience Muon g-2.